# Evangelisch-Theologische Fakultät Tübingen

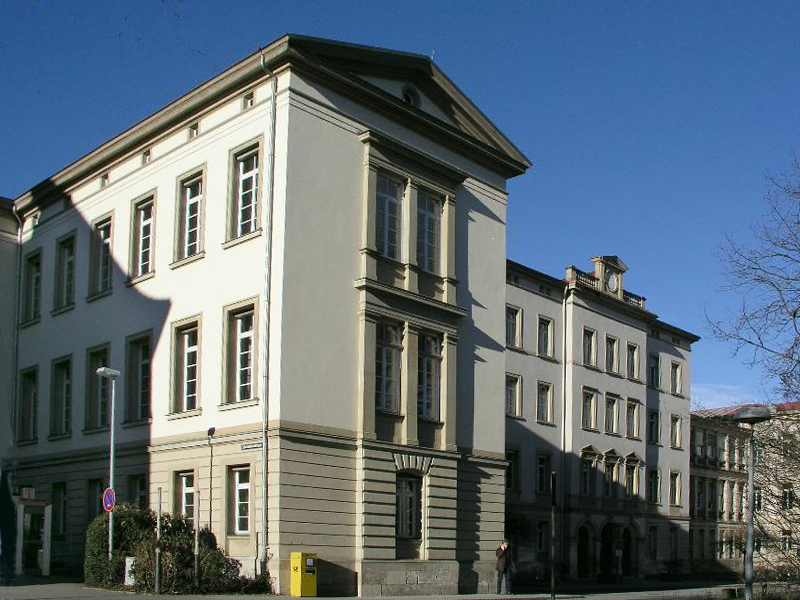
Theologicum

Die Evangelisch-Theologische Fakultät Tübingen ist Teil der Eberhard Karls Universität Tübingen. Gelehrt werden nach klassischem deutschen Muster die Fächer Altes Testament, Neues Testament, Kirchengeschichte, Kirchenordnung, Systematische Theologie, Praktische Theologie, Missionswissenschaften und Religionswissenschaften. Ein Forschungsschwerpunkt der Theologischen Fakultät ist Judaistik, seit dem Wintersemester 2004/05 gibt es in Zusammenarbeit mit der Fakultät für Kulturwissenschaften einen Bachelor- und Masterstudiengang Judaistik.

## Geschichte
Die Theologische Fakultät – 1800–1927 unter dem Namen: Höheres Evangelisch-Theologisches Seminar Tübingen – gehörte neben der Juristischen, der Medizinischen und der Philosophischen Fakultät im Jahr 1477 zu den Gründungsfakultäten der Eberhard-Karls-Universität Tübingen. Als 1534 Herzog Ulrich nach Württemberg zurückkehrte und die Reformation einführte, wurde ein Jahr später auch die Theologische Fakultät evangelisch. Es gelang Herzog Ulrich von 1537 bis 1538 Johannes Brenz als Professor nach Tübingen zu holen. Durch die Reformation wurde die führende Stellung der Theologischen Fakultät innerhalb der Universität ausgebaut und der Einfluss der Kirche verstärkt. Professuren und Kirchenämter wurden miteinander verbunden, die Inhaber der drei theologischen Lehrstühle waren zugleich Stiftspropst, Dekan und Pfarrer an der Stiftskirche in Tübingen. Außerdem war der Inhaber des ersten theologischen Lehrstuhls bis 1817 zugleich Kanzler der gesamten Universität.
Schwerpunkt der Lehrtätigkeit lag in der Schriftauslegung, erst nach und nach kamen weitere Disziplinen dazu, so zum Beispiel 1652 die Dogmatik und im weiteren Verlauf bis 1720 Kirchengeschichte und Homiletik. Im 19. Jahrhundert entwickelte sich hier die Tübinger Schule.
1813 bekommt schließlich die Praktische Theologie als letzter Fachbereich ein Ordinariat.
1826 erfolgte eine Neuordnung der evangelisch-theologischen Fakultät. Ferdinand Christian Baur wurde berufen und entwickelte die jüngere Tübinger Schule.
Die höchste Studentenzahl an der Fakultät wurde im Wintersemester 1984/85 erreicht, es waren 2250 Studenten der Evangelischen Theologie eingeschrieben. Nach Umstrukturierungen im Jahr 2001 zu Lasten der Geisteswissenschaften reduzierte sich die Zahl der Studierenden auch im Fach Evangelische Theologie massiv auf 783 Studierende im Sommersemester 2011. Dekanin der Evangelisch-Theologischen Fakultät ist Birgit Weyel, Professorin für Praktische Theologie.

## Lehrstühle
- Department Altes Testament
  - Lehrstuhl für Altes Testament mit Schwerpunkt Literaturgeschichte des Alten Testaments: nicht besetzt
  - Lehrstuhl für Altes Testament mit Schwerpunkt Theologie des Alten Testaments: Martin Leuenberger
  - Lehrstuhl für Biblische Archäologie: Jens Kamlah
  - außerplanmäßige Professur für Altes Testament: Heinz-Dieter Neef, Wolfgang Oswald
- Department Neues Testament
  - Lehrstuhl für Neues Testament und Antikes Judentum: Michael Tilly
  - Lehrstuhl für Neues Testament mit Schwerpunkt Evangelienforschung: nicht besetzt
  - Lehrstuhl für Neues Testament mit Schwerpunkt Paulus und die Paulusschule, Theologie und Hermeneutik des Neuen Testaments: Christof Landmesser
- Department Kirchengeschichte
  - Lehrstuhl für Kirchengeschichte mit Schwerpunkt Reformationsgeschichte und Mittelalter: Christian Witt
  - Lehrstuhl für Kirchengeschichte mit Schwerpunkt Alte Kirche: Volker Henning Drecoll
  - Lehrstuhl für Kirchenordnung und Neuere Kirchengeschichte: nicht besetzt
- Department Systematik
  - Lehrstuhl für Systematische Theologie mit Schwerpunkt Dogmatik: Gesche Linde
  - Lehrstuhl für Systematische Theologie mit Schwerpunkt Ethik: nicht besetzt
  - Lehrstuhl für Systematische Theologie mit Schwerpunkt Fundamentaltheologie und Religionsphilosophie: Friedrich Hermanni
- Department Praktische Theologie
  - Lehrstuhl für Praktische Theologie mit Schwerpunkt Homiletik: Gerald Kretzschmar
  - Lehrstuhl für Praktische Theologie mit Schwerpunkt Religionspädagogik: nicht besetzt
  - Lehrstuhl für Praktische Theologie mit Schwerpunkt Seelsorgelehre und Pastoraltheologie: Birgit Weyel
- Department Religionswissenschaft und Judaistik
  - Lehrstuhl für Religionswissenschaft und Judaistik: Holger Zellentin[6]
  - außerplanmäßiger Professor für Religionswissenschaft und Judaistik: Matthias Morgenstern

## Gebäude
Untergebracht ist die Evangelisch-Theologische Fakultät gemeinsam mit der Katholisch-Theologischen Fakultät im sogenannten Theologicum, einem alten Klinikgebäude und einem damit baulich verbundenen, 1989 neu errichteten, heute wegen seiner charakteristischen, mit achteckigem Grundriss versehenen Bauform unter Denkmalschutz stehenden Bibliotheksgebäude, unweit des Kupferbaus.

## Kontroversen
Diverse christliche Medien wie das evangelische Nachrichtenmagazin idea spektrum berichteten am 26. November 2015 irrtümlich, dass im Gebäude der Evangelisch-Theologischen Fakultät der Universität Tübingen keine Andachten stattfinden dürften. Die Falschmeldung rief große Empörung bei württembergischen Synodalen hervor.